# Robert Nalbandyan

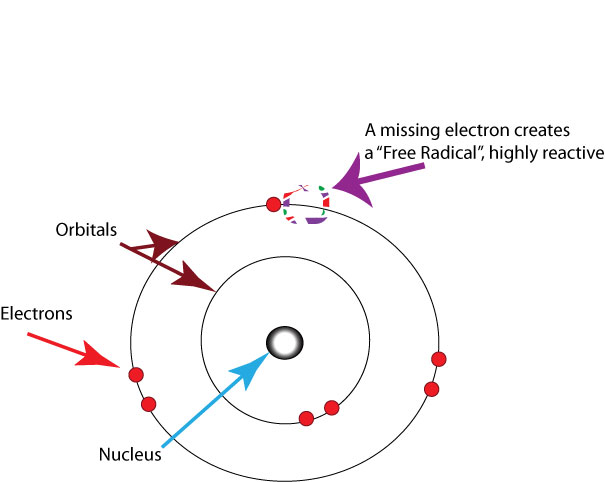
Volný radikál - jakýkoli atom, molekula nebo iont s nepárovým valenčním elektronem

Robert Nalbandyan (také Nalbandian nebo Nalbandjan, arménsky: Ռոբերտ Նալբանդյան, 14. července 1937 v Jerevanu – 12. listopadu 2002) byl arménský, sovětský a po emigraci také americký chemik. Je uznáván jako jeden z nejvýznamnějších chemiků Sovětského svazu.
Je jedním z průkopníků při objevu volných radikálů. Jeho výzkum měl obrovský význam a poskytl důležité informace o účincích volných radikálů na živé organismy, například na imunitu a stárnutí. Byl spoluobjevitelem fotosyntetického proteinu plantacyaninu. Mezi vědci byl uznáván jako progresivní myslitel i v dalších oblastech chemie, například neurochemie.
Robert Nalbandyan byl také významným a plodným autorem mnoha publikací a článků z oblasti chemie. Při svém výzkumu spolupracoval s chemiky z SSSR, USA, Evropy a Austrálie. Jeho výzkum a úspěchy nebyly příliš oceněny vzhledem k jeho původu a emigraci.

## Život

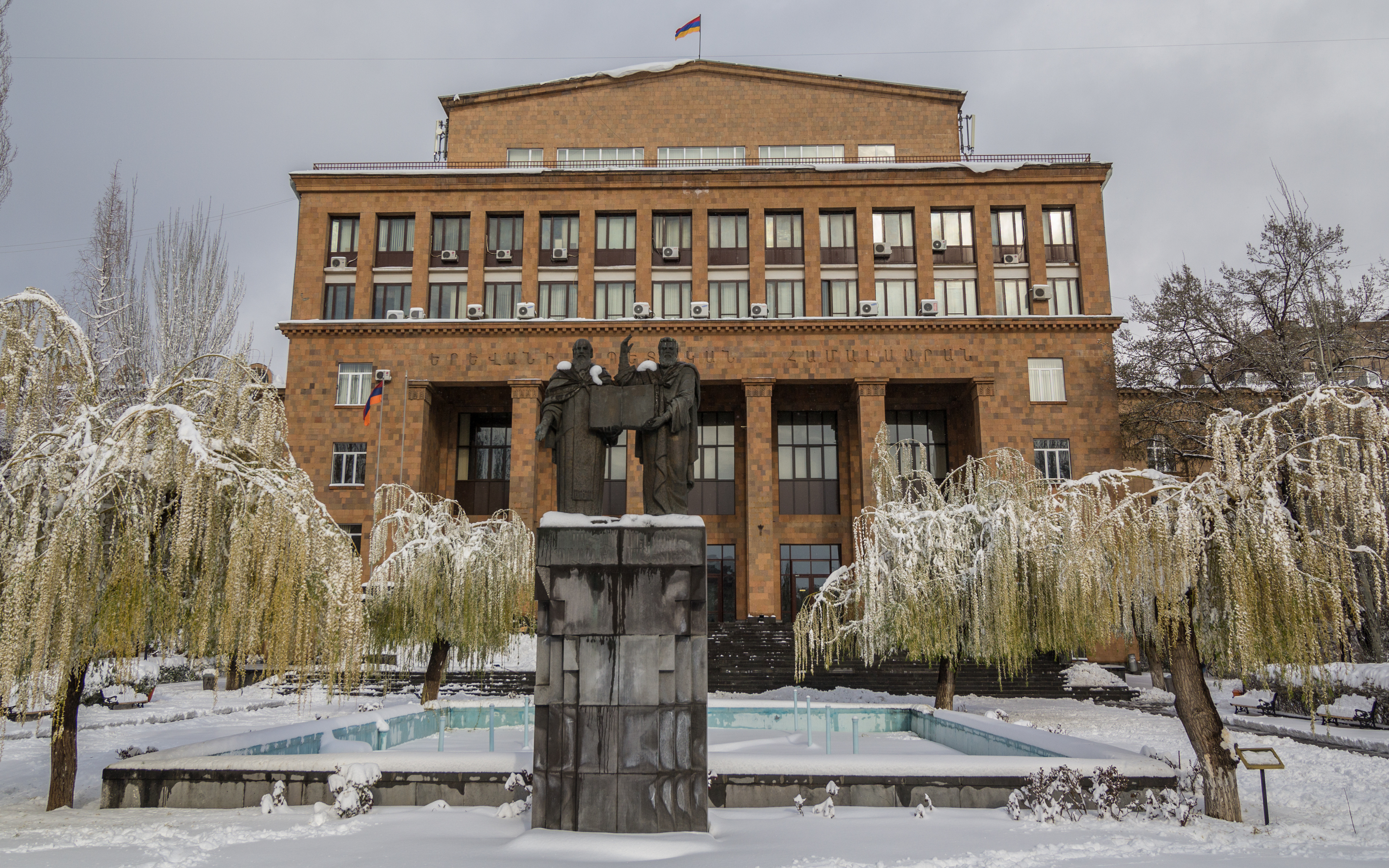
Jerevanská státní univerzita

Robert Nalbandyan se narodil v roce 1937 v Jerevanu v Arménské SSR. Po absolvování střední školy studoval na Moskevské státní univerzitě v Moskvě. Po studiích se vrátil do Jerevanu, kde přednášel na vysoké škole a vedl laboratoř.
Když Arménská sovětská socialistická republika v roce 1991 vyhlásila nezávislost, byl Nalbandyan kritikem nacionalistického hnutí, které považoval za vzniklé pouze za účelem politického zisku. Ekonomické potíže a blokáda, kterou zažil po získání nezávislosti Arménie, ho přesvědčily o nutnosti opustit zemi. V roce 1996 emigroval do Spojených států.

## Vědecká činnost

### Bílkoviny

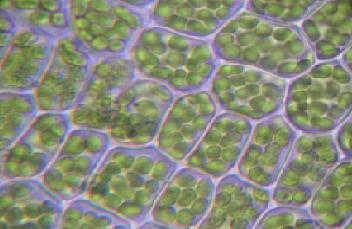
Chloroplasty v rostlinné buňce

Ve vědecké komunitě byl Nalbandyan známý především svou výzkumnou prací na proteinech. Byl spoluobjevitelem fotosyntetického proteinu plantacyaninu.
Plantacyanin je protein, který se vyskytuje v chloroplastech rostlinných buněk. Pomáhá v jedné fázi fotosyntézy tak, že inhibuje vývoj kyslíku. V přítomnosti kardiolipinu se plantacyanin stává autooxidovatelným. Jeho reaktivnost přímo závisí na pH a iontové síle. Vyznačuje se odolností vůči většině kationtových, aniontových a neiontových detergentů.

### Volné radikály

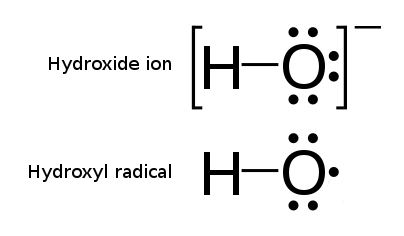
Rozdíl mezi hydroxydovým iontem a hydroxylovým radikálem

V roce 1963 se Anatolij Vanin a Robert Nalbandyan zabývali novou spektroskopickou metodou - elektronovou paramagnetickou rezonancí (EPR), což je fyzikálně-chemická metoda sloužící pro zkoumání látek s nepárovými elektrony. Podařilo se jim přímo registrovat výskyt volných radikálů, které nebylo v té době možné pozorovat jiným způsobem. Při zkoumání obyčejného pekařského droždí zaregistrovali v rezonančním absorpčním spektru signál s g-faktorem 2,03, který nese informaci o zdroji signálu - paramagnetické látce. To vedlo ke studiu povahy paramagnetických center zodpovědných za tento signál, kterými by mohly být komplexy se železem-sírou.
Tento náhodný objev paramagnetických center s g-faktorem 2,03 měl následně obrovské důsledky pro medicínu a biologii. V současnosti je známo, že volné radikály hrají důležitou roli v živých organismech. Mnohé z nich jsou nezbytné pro život (například intracelulární zabíjení bakterií fagocytárními buňkami nebo podíl se na buněčných signalizačních procesech). Ale také způsobují stárnutí a některá onemocnění. Mají totiž škodlivé účinky na živé buňky, pokud tento proces probíhá nekontrolovaně nebo bez antioxidantů. Nalbandyan se tak stal průkopníkem konceptu volných radikálů.

### Příspěvky k neurochemii
Mezi vědci byl Nalbandyan uznáván jako progresivní myslitel i v dalších oblastech chemie, například neurochemie. Zabýval se například neurocupreinem, proteinem s obsahem mědi v mozku. Tento protein je hlavním inhibitorem uvolňování dopaminu v nervových drahách, stejně jako v sekrečních granulích z různých žláz s vnitřní sekrecí.